# Denis Nekrassov
Denis Ivanovitch Nekrassov (en russe : Денис Иванович Некрасов), né le 15 janvier 1985 à Léningrad et mort le 22 avril 2022 à Izioum, est un militant monarchiste et nationaliste russe.

## Biographie
Denis Nekrassov est un militant nationaliste, membre du Mouvement impérial russe et de sa faction armée, la Légion impériale russe.
Dès 2014, il participe aux hostilités pendant la guerre du Donbass avec plusieurs membres du Mouvement impérial russe servant avec les séparatistes ukrainiens pro-russes de la république populaire de Donetsk, dans le bataillon Fantôme. En février 2022, il aurait formé sa propre unité dans la guerre contre l'Ukraine avec Gariev et d'autres membres du RIL, qui aurait participé activement aux opérations de combat. Il était le bras droit de Denis Gariev, un haut placé de l'organisation du Mouvement impérial russe.
Le 18 avril 2022, il remplace Denis Gariev après que celui-ci a été grièvement blessé. Le 22 avril 2022, il meurt dans l'explosion de son véhicule, qui a heurté une mine près d'Izioum,,.